# Tự Đức
Tự Đức (ur. 22 września 1829, zm. 9 lipca 1883) – cesarz Wietnamu w latach 1847-1883. 
Pochodził z dynastii Nguyễnów. Po wstąpieniu na tron podjął się próby reform wewnętrznych: gospodarczych i administracyjnych cesarstwa Wietnamu. W latach 1854–1862 zmagał się jednak z powstaniami chłopskimi. Próbował również zahamować infiltrację swojego państwa przez państwa europejskie. W 1851 roku rozpoczął prześladowania chrześcijan, a zwłaszcza misjonarzy katolickich. 
Reakcją Hiszpanii i Francji na wprowadzenie kary śmierci dla księży katolickich, którzy podjęli działalność misyjną w Wietnamie była wojna. W 1858 roku połączone wojska hiszpańsko-francuskie zajęły port Đà Nẵng, a następnie prowincję Gia Định. W 1861 roku pod okupacją znalazła się prowincja Định Tường. 
W 1862 roku rozpoczęły się rokowania zakończone podpisaniem traktatu w Sajgonie. Na mocy postanowień pokojowych prowincje: Biên Hòa, Gia Định, Định Tường oraz wyspa Côn Sơn znalazły się pod zwierzchnictwem II Cesarstwa Francuzów. Ponadto cesarz Tự Đức zmuszony został do zagwarantowania swobody wyznania dla katolików oraz utworzenia trzech wolnych portów dla handlu z państwami europejskimi. 
Do 1867 roku zwlekał z wprowadzeniem traktatów pokojowych w życie licząc, że wybuchnie powstanie narodowe przeciwko Francuzom w okupowanych prowincjach. Niedotrzymanie przez władcę ustaleń spowodowało kolejną ofensywę wojsk francuskich, która zakończyła się zajęciem przez nie Kochinchiny. Po 1874 roku zgodził się na ustępstwa wobec Francji. Podjęte układy spowodowały, że Wietnam stał się krajem zależnym. Na dworze cesarskim został ustanowiony stały rezydent pilnujący interesów Republiki Francuskiej. 
Tự Đức był ostatnim suwerennym władcą Wietnamu. W 1883 roku na kilka miesięcy przed śmiercią cesarza Francuzi opanowali całkowicie władzę w kraju i utworzyli na jego terenie protektorat.